# Axel Beckmann

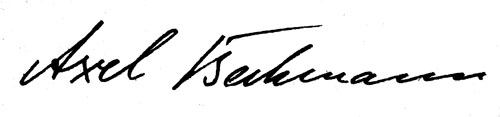
Signatur Axel Beckmanns

Axel Beckmann (* 27. November 1920 in Rostock; † 1995; vollständiger Name: Axel Ferdinand Robert Jochen Günter Beckmann) war ein deutscher Physiologe. Er lehrte an der Universität Rostock.

## Leben
Axel Beckmanns Eltern waren der promovierte Studienrat Paul Beckmann (1888–1962) und dessen Frau Margarete Beckmann, eine geborene Düwel (1892–1977). Seit 1927 besuchte er eine Rostocker Grundschule, ab 1930 eine Oberrealschule. Dort erhielt er am 1. März 1938 sein Reifezeugnis und ging dann zur Wehrmacht. 1940 bezog er die Universität Rostock und studierte Medizin. Um 1945 fungierte er bei der Wehrmacht als Unterarzt der Reserve, an der Rostocker Heeres-Sanitätsstelle. In diesem Jahr schloss er sein Medizinstudium ab und bestand das Staatsexamen. Noch in diesem Jahr wurde er als Hilfsarzt, am Hilfskrankenhaus Goetheschule in Rostock eingesetzt und zum Hilfs- und Lagerarzt bei der Umsiedlerabteilung des Stadtrates berufen. Beide Funktionen übte er bis 1946 aus.
1946 wurde Beckmann in Rostock zum Doktor der Medizin promoviert. Die Dissertation hieß Über positive Weil-Felix-Reaktionen in der Umgebung Fleckfieberkranker und bei verlausten Personen. Im gleichen Jahr trat er die Pflichtassistenten-Stelle an der Universitätsfrauenklinik Rostock an. 1947 wechselte er als Pflichtassistent an die Poliklinik der Universität und wurde approbiert. Seit dem 1. Oktober dieses Jahres fungierte er als wissenschaftlicher Assistent an der Universität. 1946 ehelichte er Ursula Vick, mit der er später drei Kinder hatte.
Zum wissenschaftlichen Oberassistenten an der Universität wurde Beckmann am 1. Januar 1951 befördert. Am 11. Mai 1953 wurde er an der medizinischen Fakultät habilitiert, ab September desselben Jahres fungierte er an der Universität als Dozent und wurde zugleich kommissarischer Leiter des Instituts für Physiologie.
Die Universität ernannte Beckmann am 1. Januar 1956 zum Professor mit Lehrauftrag für Physiologie und setzte ihn am 1. Juni als tatsächlichen Direktor des Instituts ein. Zum 1. Februar 1960 erhielt er den vollen Lehrauftrag. 1964 wurde er Mitglied der Sektion für Physiologie und Endokrinologie bei der Deutschen Akademie der Wissenschaften zu Berlin. Ferner gehörte er der Gesellschaft der Physiologie in der DDR an, deren Vorstandsmitglied er von 1968 bis 1979 und Vorsitzender von 1970 bis 1974 war. Von 1973 an gehörte er auch der Zentralen Fachkommission für Physiologie bei der Akademie für Ärztliche Fortbildung der DDR an.
Axel Beckmann heiratete nach dem Tod seiner ersten Frau Ursula Beckmann-Schikorra, die am 22. Juli 1925 geboren war und bis 1985 an der Universität als Hochschuldozentin für Methodik des Deutschunterrichts arbeitete. Beckmann trat 1986 in den Ruhestand und verstarb 1995.